# Weehawken
Weehawken est un township du New Jersey aux États-Unis, située à l'extrémité ouest du Lincoln Tunnel qui relie à New York et l'île de Manhattan.

## Histoire

### Duels

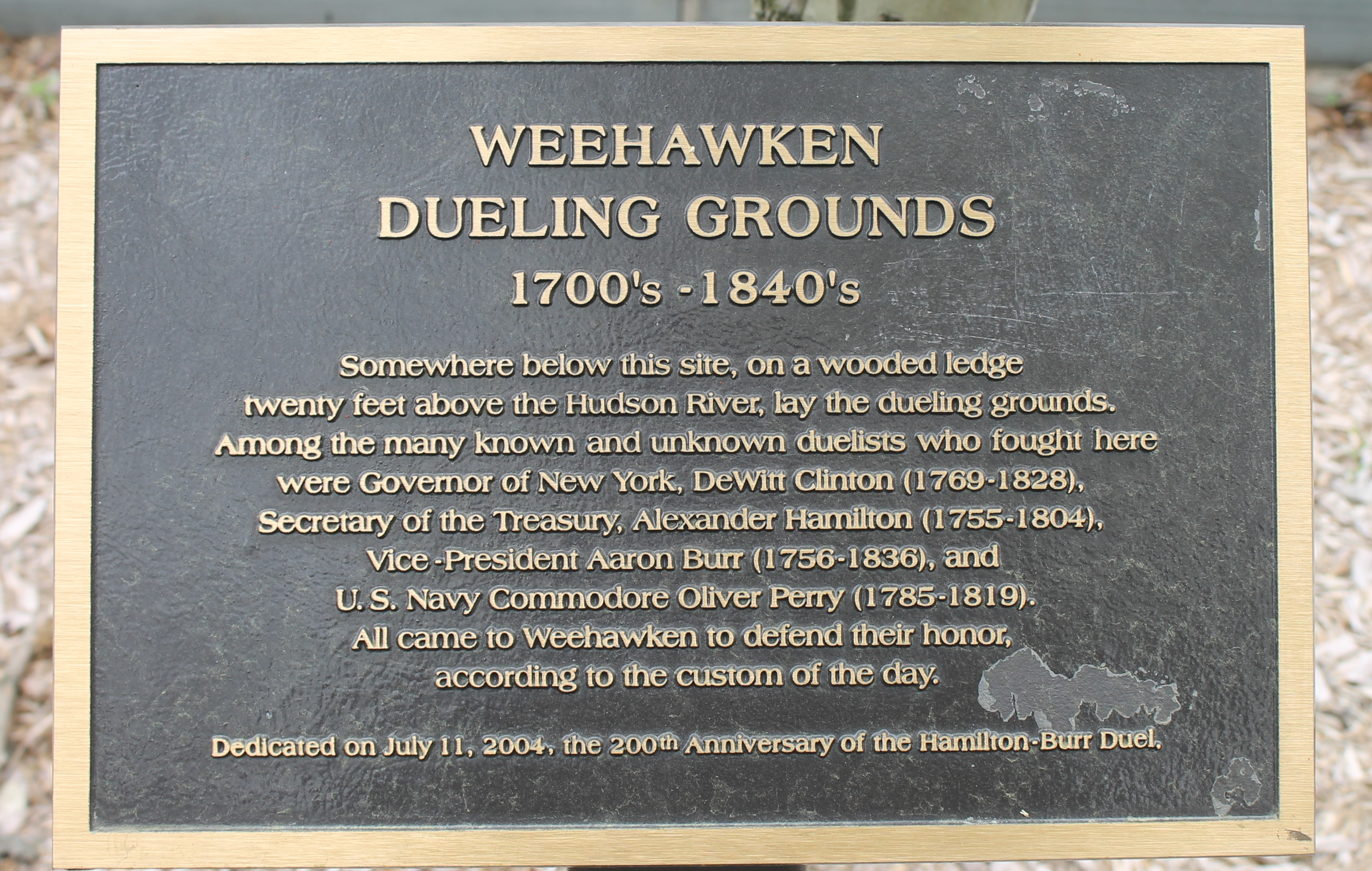
Plaque commémorative rappelant les duels de Weehawken.

Dans les années 1700 jusqu'aux années 1840, Weehawken est le site de duels au pistolet. Le plus célèbre est le duel Hamilton-Burr opposant Alexander Hamilton, premier secrétaire du Trésor des États-Unis, et Aaron Burr, troisième vice-président des États-Unis, qui s'est déroulé le 11 juillet 1804. Trois ans plus tôt, un duel avait eu lieu à cet endroit entre Philip Hamilton (en) (le fils d’Alexander Hamilton) et George Eacker.

## Personnalités liées
- John Diebold (1926-2005), informaticien américain.